# 14446 Kinkowan
14446 Kinkowan eller 1992 UP6 är en asteroid i huvudbältet som upptäcktes den 31 oktober 1992 av de båda japanska astronomerna Masaru Mukai och Masanori Takeishi vid YCPM Kagoshima Station. Den är uppkallad efter Kagoshima Bay.
Asteroiden har en diameter på ungefär 12 kilometer.